# AI Overviews
AI Overviews eller AI-oversigt er en funktion i søgemaskinen Google, som baseret på kunstig intelligens (AI) præsenterer søgeresultaterne i referatform øverst på resultatsiden og dermed på en mere fremtrædende plads end den traditionelle liste over relevante links. Google benytter selskabets AI-sprogmodel Gemini til at præsentere resultater fra nettet i form af et AI-genereret referat eller overblik over det, brugeren har søgt på. Det er Googles ambition, at det AI-genererede overblik fra selskabets sprogmodel fremover skal være det væsentligste resultat fra en Google-søgning. Overblikket vil rumme forskellige links i form af fodnoter til nogle af de kilder, som sprogmodellen har dannet sit svar ud fra.
AI Overviews blev indført i USA i 2024, og funktionen er siden stykvis blevet indført også på andre sprog. I maj 2025 blev den udrullet i Danmark.
Funktionen har mødt kritik for i nogle tilfælde at give forkerte, absurde og endda farlige svar, og for at true forretningsmodellen og dermed eksistensen af de tilgrundliggende websteder, som har skrevet det indhold, sprogmodellen henter sine oplysninger fra, og som risikerer at få betydeligt færre besøg. Kritikere frygter, at det kan få negative konsekvenser for den offentlige adgang til information. Den danske brancheorganisation Danske Medier har således taget skarpt afstand fra funktionen og opfordret Folketinget til at skride ind overfor Google. Ifølge organisationen kan funktionen i sidste underminere demokratiet og forhindre en oplyst befolkning.

## Kritik for forkerte svar
Efter lanceringen i USA blev funktionen kritiseret for at give absurde og forkerte svar. En bruger fik således det råd, at han kunne forhindre ost i at glide af sin pizza, hvis han blandede lim i osten. En anden fik en opskrift på sennepsgas, da han spurgte til et råd om, hvordan han kunne rengøre sin vaskemaskine. Google fraskriver sig ethvert ansvar for de svar, AI Overviews giver brugerne. Det overlades dermed til brugernes eget ansvar og deres mediekompetence at vurdere svarenes gyldighed.
Blandt andre eksempler har funktionen fortalt, at den amerikanske præsident Barack Obama var muslim, og at basketballspilleren Isaac Walthour (der havde kælenavnet "Rabbit") var den eneste kanin, som har spillet i den amerikanske basketliga.

## Konsekvenser af indførelsen
Med funktionen kan den gennemsnitlige internetbruger nu få svar på et spørgsmål øjeblikkeligt i sin Googlesøgning uden af skulle forlade Google igen ved at klikke videre. Dette blev allerede ved fremkomsten vurderet at ville reducere antallet af klik på andre websteder. Det stiller en række spørgsmål til, hvad introduktionen af AI Overviews kan betyde for den offentlige adgang til information, levebrødet for de personer, der skaber de tilgrundliggende indholds-websteder, fremtiden for søgemaskineoptimering og helt overordnet magtbalancen over internettets viden. Ifølge en analyse foretaget af medievirksomheden Ahrefs fik indførelsen af AI Overviews som konsekvens, at klikraten på det øverste resultat i den traditionelle liste over links, der fremkommer ved en Googlesøgning, faldt med mere end en tredjedel. En anden undersøgelse viste, at søgetrafikken til de 500 største amerikanske nyhedssites var faldet med 15 %, siden AI Overviews blev indført i maj 2024.

### Kritik fra Danske Medier
Brancheorganisationen Danske Medier har advaret kraftigt imod indførelsen af AI-oversigten og opfordret Folketingets partier til at gribe ind overfor Google. Ifølge Danske Medier kan funktionen underminere demokratiet, forhindre en oplyst befolkning og true de klassiske nyhedsdækkende medier. Organisationen mener, at de AI-genererede tekster misser de nuancer, værdier og normer, som man normalt vil møde i de etablerede medier, udover problemet med, at funktionen direkte misinformerer ind imellem som følge af sprogmodellens såkaldte hallucinationer. Samtidig vil mediernes økonomi blive truet, fordi mange fremover vil nøjes med oversigten og dermed ikke klikke sig videre til de danske medier, som informationen kan være skabt fra. Samtidig er organisationen utilfreds med, at Google bruger de danske mediers indhold uden at have fået lov til og uden at betale for rettighederne. Professor Peter Dalsgaard fra Aarhus Universitet, der forsker i samspillet mellem mennesker og it, udtalte, at han var enig i Danske Mediers vrede over, at deres indhold blev brugt kvit og frit til at berige Googles og andre chatbotters forretning.